# Depesza iskrowa notyfikująca powstanie państwa polskiego

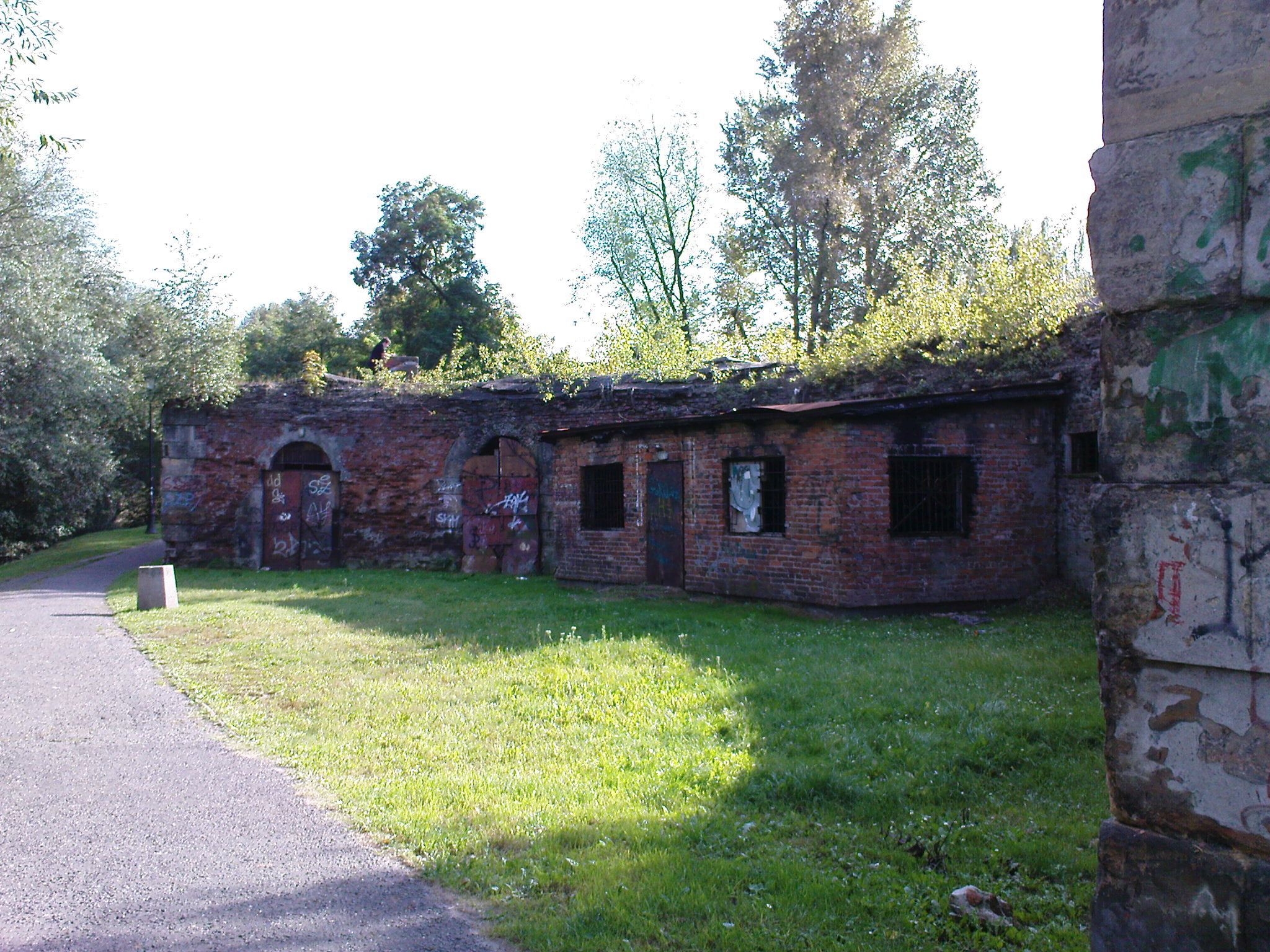
Działobitnia Cytadeli Warszawskiej pomiędzy III i IV Bastionem, gdzie znajdowały się maszty radiostacji przy Cytadeli

Depesza iskrowa notyfikująca powstanie państwa polskiego – depesza wysłana 16 listopada 1918 przez Józefa Piłsudskiego, jako wodza naczelnego Wojska Polskiego do rządów: Stanów Zjednoczonych, Wielkiej Brytanii, Francji, Włoch, Japonii, Niemiec oraz „wszystkich państw wojujących i neutralnych”. Nota informuje owe rządy o powstaniu państwa polskiego „obejmującego wszystkie ziemie zjednoczonej Polski”, które jest tworzone „z woli całego narodu” oraz „na porządku i sprawiedliwości”.
Depesza została nadana z radiostacji „WAR” zbudowanej w działobitni placu broni drogi ukrytej pomiędzy III i IV Bastionem Cytadeli Warszawskiej, składającej się z dwóch masztów antenowych radiostacji i aparatury Telefunken o mocy 4 kW w jej kazamatach. Radiostacja została w całości przejęta od Niemców, co umożliwiło jej wykorzystanie 16 listopada do nadania depeszy. Radiostacja „WAR” odegrała później dużą rolę w trakcie Bitwy Warszawskiej 1920 podczas wojny polsko-bolszewickiej. Zdemontowano ją pomiędzy 1925 a 1935.